# Nikołaj Kiriuchin
Nikołaj Iwanowicz Kiriuchin, ros. Николай Иванович Кирюхин (ur. 21 lipca?/2 sierpnia 1896 w Moskwie, zm. 13 grudnia 1953 tamże) – radziecki generał porucznik, Bohater Związku Radzieckiego.

## Życiorys
Urodził się w Moskwie w rodzinie woźnego. Ukończył 3-klasową szkołę powszechną. Następnie pracował jako zecer w drukarni w Moskwie.
Pracując nawiązał kontakty z działaczami rewolucyjnymi i w 1913 roku wstąpił do Socjaldemokratycznej Partii Robotniczej Rosji (bolszewików). W listopadzie aresztowany i po miesięcznym pobycie w więzieniu, wywieziony został do Tuły, gdzie dalej pracował jako zecer. W listopadzie 1914 roku powtórnie aresztowany i skazany na zesłanie do guberni jenisejskiej.
W sierpniu 1916 roku powołany do armii rosyjskiej, wziął udział w rewolucji lutowej w Piotrogrodzie. Od sierpnia 1917 roku walczył na froncie rumuńskiej, jako podoficer w sekcji karabinów maszynowych. Zdemobilizowany w lutym 1918 roku, wrócił do Moskwy, gdzie pracował jako pracownik magazynowy.
W czerwcu 1918 roku wstąpił do Armii Czerwonej, brał udział w wojnie domowej. Brał udział w walkach na Froncie Zachodnim kolejno jako cekaemista, zastępca komisarza i komisarz pułku oraz pomocnik komisarza brygady strzeleckiej. Od 1920 roku walczy na terenie południowej Rosji, uczestnicząc w walkach o Symbirsk i Samarę, będąc dowódcą kompanii i batalionu strzeleckiego.
Po zakończeniu wojny domowej kolejno dowódca kompanii strzeleckiej, pomocnik dowódcy batalionu i dowódca batalionu. W latach 1924 – 1927 słuchacz Akademii Wojskowej im. Frunzego, następnie zastępca dowódcy pułku ds. liniowych. W 1930 roku ukończył uzupełniający kurs dla wyższych dowódców i został dowódcą pułku strzeleckiego, a potem szefem 4 oddziału Dowództwa Artylerii Armii Czerwonej i zastępcą szefa ds. uzbrojenia strzeleckiego Głównego Dowództwa Artylerii Armii Czerwonej.
W 1935 roku ukończył wyższy kurs dowódców w Wojskowej Akademii Mechanizacji i Motoryzacji Armii Czerwonej. Następnie był dowódcą pułku, dywizji i 14 Korpusu Strzeleckiego. W październiku 1941 roku został inspektorem piechoty, a następnie szef wydziału wyszkolenia bojowego Moskiewskiego Okręgu Wojskowego.
Po ataku Niemiec na ZSRR początkowo nadal szef wydziału, a od września 1941 roku dowódca 324 Dywizji Strzeleckiej, dowodząc nią w czasie walk w rejonie Tuły oraz w czasie operacji rżewsko-wiaziemskiej w 1942 roku. W marcu 1942 roku został zastępcą dowódcy 16 Armii, faktycznie dowodził nią do maja 1942 roku w związku z tym, że jej dowódca gen. mjr Konstanty Rokossowski przebywał w szpitalu gdzie leczył rany.
W czerwcu 1942 roku został dowódcą 9 Korpusu Strzeleckiego Gwardii i jako jego dowódca wziął udział w walkach o miasto Bielow. W październiku 1942 roku został dowódcą 20 Armii. Armią ta dowodzi w czasie operacji zaczepnej rżewsko-syczewskiej. Dowodzona przez niego armia nie zdołała przełamać linii wroga a przy tym doznała znacznych strat, w związku z tym na wniosek dowódcy frontu gen. armii Gieorgija Żukowa został odsunięty od dowodzenia armią w grudniu 1942 roku. Po kilku dniach został wyznaczony na stanowisko zastępcy dowódcy 29 Armii.
W lutym 1943 roku został dowódcą 24 Korpusu Strzeleckiego. Dowodził nim w czasie bitwy na łuku kurskim, a następnie w wyzwalaniu prawobrzeżnej Ukrainy. We wrześniu 1943 roku korpus sforsował Dniepr na północ od Kijowa i zdobył przyczółek. Za to w dniu 17 października 1943 roku otrzymał tytuł Bohatera Związku Radzieckiego. Następnie dowodził tym korpusem w czasie operacji żytomiersko-berydyczowskiej, równo-łuckiej, proskurowsko-czernichowskiej i lwowsko-sandomierskiej.
We wrześniu 1944 roku został zastępcą dowódcy 38 Armii i brał udział w operacji dukielsko-preszowskiej, zachodniokarpackiej, morawsko-ostrawskiej i praskiej. W czasie operacji zachodniokarpackiej dowodził wydzieloną grupą, która zajęła Nowy Sącz.
Po zakończeniu wojny nadal zastępca dowódcy 38 Armii, a następnie na tym samym stanowisku w 13 Armii i naczelnik Katedry Wojskowej Moskiewskiego Instytutu Inżynieryjno-Ekonomicznego. W 1953 roku przeniesiony do rezerwy.
Mieszkał i zmarł w Moskwie, pochowany został na cmentarzu Nowodziewiczym.

## Awanse
- kombrig (13 lutego 1938)
- komdiw (9 lutego 1939)
- generał-major (4 czerwca 1940 – w związku ze zmianą stopni w Armii Czerwonej)
- generał-lejtnant (17 stycznia 1944)

## Odznaczenia
- Złota Gwiazda Bohatera Związku Radzieckiego
- Order Lenina (dwukrotnie)
- Order Czerwonego Sztandaru (czterokrotnie)
- Order Suworowa kl. II
- Order Bohdana Chmielnickiego kl. II
- Order Czerwonej Gwiazdy
- Czechosłowacki Wojskowy Order Lwa Białego „Za zwycięstwo” kl. II
- Krzyż Wojenny Czechosłowacki 1939